# Trận Hạnh Châu
Trận Hạnh Châu diễn ra vào ngày 12 tháng 2 năm 1593, những ngày cuối trong giai đoạn một của Chiến tranh Nhật Bản-Triều Tiên (1592-1598) Khoảng 2.300 binh lính Triều Tiên do tướng quân Quyền Lật chỉ huy đã đẩy lùi thành công hơn 30.000 binh sĩ Nhật Bản. Đây được coi là một trong ba chiến thắng lớn nhất của Triều Tiên trong suốt bảy năm chiến tranh, cùng với trận Tấn Châu và Trận đảo Nhàn Sơn.

## Nhật Bản khởi binh
Trung tuần tháng 2 năm 1593, quân đội Nhật Bản hơn 30.000 người được chỉ huy bởi Ukita Hideie và Kato Kiyomasa đang đi về phía Hạnh Châu để chiếm lại Cao Dương. Người Nhật đã chiến thắng trước quân đội nhà Minh trong trận Bích Đề Quán, nhưng nguồn cung cấp của họ đã gần hết, do hải quân của Lý Thuấn Thuần đã ngăn chặn các tàu cung cấp neo đậu trên bờ biển phía tây của bán đảo Triều Tiên. Do vậy, điều tối quan trọng cho các lực lượng Nhật Bản là phải kết thúc cuộc bao vây Hạnh Châu một cách nhanh chóng.

## Sự chuẩn bị của Quyền Lật
Trong khi đó, Quyền Lật tập hợp 2.300 quân, trong đó gồm quân tiếp viện của Jo Gyeong (조경), Seon Geoi (선거이), và Heo Uk (허욱), cũng như lực lượng quân tình nguyện và thầy tu của Kim Cheon Il (김천일), và rời căn cứ của mình tại Doksan, gần Thủy Nguyên. Sau đó, ông đến đóng quân ở Hạnh Châu. Mặc dù được gọi là một ngọn núi, nhưng chính xác hơn Hạnh Châu là một ngọn đồi, cao trên mực nước biển chỉ 413 feet (124 mét). Khi đến nơi, quân đội của Quyền Lật xây dựng một công sự hoàn chỉnh, bao gồm đắp một bức tường đất cao 3 mét và được gia cố bằng hàng rào cọc nhọn. Việc xây dựng mất khoảng ba ngày. Vũ khí và vật tư được chuẩn bị đầy đủ trong pháo đài, và khoảng 40 hỏa xa (화차) được đặt trên các bức tường của pháo đài.

## Cuộc tấn công
Ukita Hideie đã mang tới cho Nhật Bản một chiến thắng tại trận Bích Đề Quán. Tự tin về một chiến thắng khác tại Hạnh Châu, ông và Kato Kiyomasa huy động 30.000 binh lính trong số quân ở Hán Thành (Seoul) với hy vọng nhanh chóng tiêu diệt 2.300 quân Triều Tiên ở pháo đài Hạnh Châu.
Đến nơi vào lúc bình minh, Ukita chia lực lượng của mình thành ba cánh quân và bao vây pháo đài. Nhiều giai thoại kể rằng chiến thuật của Ukita dựa trên ưu thế tuyệt đối về quân số, Ukita và Kato đơn giản chỉ ra lệnh cho quân Nhật Bản tấn công bằng cách tiến lên sườn đồi mà có rất ít sự chuẩn bị. Vào lúc 06:00 ngày 12 Tháng Hai năm 1593, các chỉ huy Nhật Bản đã phát động cuộc tấn công đầu tiên.
Khi những người lính Nhật tiến gần đến các rào gỗ, họ đã gặp phải sự.kháng cự kịch liệt. Quân Triều Tiên ném những tảng đá và thân cây từ vị trí phòng thủ của họ, rồi bắn các mũi tên cháy, súng hỏa mai, đại bác, và những cơn mưa lửa thần cơ tiễn từ các hoả xa vào hàng ngũ đông đảo của những kẻ tấn công. Mặc dù người Nhật tràn qua được những rào gỗ đầu tiên, nhưng sau đó bị chặn trước bức tường đất bởi hàng rào đại bác và hỏa xa được bố trí ở đây. Tổng cộng có 9 cuộc tấn công liên tiếp vào tuyến phòng thủ của quân Triều Tiên nhưng đều bị đẩy lùi.
Sau khi phải gánh chịu thương vong nặng nề và không thể tràn vào các vị trí phòng thủ của quân Triều Tiên, Kato đã phải ra lệnh rút lui. Ukita, Kato cũng như các chỉ huy hàng đầu khác của Nhật Bản: Ishida Mitsunari, Maeno Nagayasu, Kikkawa Hiroie đều bị thương. Quân Triều Tiên đã gây ra thương vong cho hơn 15.000 quân Nhật và thu được 727 cây giáo và thanh kiếm từ quân Nhật Bản rút lui.
Những giai thoại lịch sử đã chỉ ra thói kiêu ngạo của quân đội xâm lược và sự chuẩn bị phòng thủ mạnh mẽ như là một đóng góp lớn cho sự thất bại của quân Nhật Bản. Cần lưu ý cả những lợi thế địa hình và công nghệ vào giai đoạn này của các công sự Triều Tiên. Địa hình miền núi và sự can thiệp rõ rệt của biển đã khiến việc cung cấp các loại vũ khí bao vây cho quân Nhật Bản là một nhiệm vụ vô cùng khó khăn, đặc biệt là cho một đội quân lớn. Sau trận chiến, Quyền Lật ghi nhận vai trò của các hỏa xa trong chiến thắng của Triều Tiên. Các công sự Triều Tiên nằm trên đỉnh của một ngọn đồi dốc, và trong thời gian này, người Nhật sử dụng một truyền thống ưa thích là triển khai quân đội dày đặc trên khắp chiến trường và do đó đã trở thành mục tiêu lý tưởng cho các hỏa xa Triều Tiên, súng đại bác và các vũ khí phòng thủ hạng nặng khác.
Trong suốt lịch sử, Quyền Lật được người Hàn Quốc tôn kính và được xem là một nhà lãnh đạo chiến thuật mạnh mẽ, cùng với những người dưới quyền chỉ huy của mình đã duy trì tinh thần binh sĩ cao trong khi phòng thủ tại trận Hạnh Châu.

## Sau trận chiến
Sau chiến tranh,vào năm 1602, Vua Tuyên Tổ đã cho dựng lên một tượng đài vinh danh đại tướng quân Quyền Lật và các chiến binh tại sơn thành Hạnh Châu, nhưng di tích này đã bị phá hủy trong cuộc Chiến tranh Triều Tiên. Từ những năm 1960 đến giữa những năm 1990, chính phủ Hàn Quốc đã xây dựng một đài tưởng niệm khác tại pháo đài và mở cửa cho khách du lịch tham quan.